# Турнеја Британских и Ирских Лавова по Јужноафричкој Унији 1910.
Турнеја Британских и Ирских Лавова по Јужноафричкој Унији 1910. (службени назив:1910 British Isles tour to South Africa) је била турнеја острвског рагби дрим тима по Јужноафричкој Унији 1910. Најбољи рагбисти Ирске и Велике Британије су одиграли укупно 24 утакмице на овој турнеји. Забележили су 13 победа, 8 пораза, а 3 утакмице су завршене нерешеним резултатом.  Спрингбокси су освојили серију. Чак 7 британских рагбиста било је из Њупорта, што је рекорд, који ни до данас није оборен.

## Тим
Стручни штаб
- Менаџер Волтер Рис, Енглеска
- Тренер Вилијам Кејл, Енглеска

Играчи
'Скрам'
- Џим Веб, Велс
- Том Ричардс, Комонвелт
- Хендфорд, Енглеска
- Вилијам Ешби, Ирска
- Чарлс Пилмен, Енглеска
- Вилијам Робертсон, Шкотска
- Пипер, Ирска
- Хери Џермен, Велс
- О'Крин, Енглеска
- Спирс, Шкотска
- Стивенсон, Шкотска
- Џејмс Кер, Шкотска
- Фил Валер, Велс
- Дин Смит, Енглеска
- Вилијам Тирел, Ирска
- Томи Смит, Ирска

'Бекови'
- Ерик Милрој, Шкотска
- Ишервуд, Енглеска
- Артур Меклинтон, Ирска
- Ноел Хјумфрис, Велс
- Кенет Вуд, Енглеска
- Џек Спурс, Енглеска
- Џек Џонс, Велс
- Тимс, Шкотска
- Александер Фостер, Ирска
- Морис Нил, Енглеска
- Рег Пламер, Велс
- Мел Бејкер, Велс
- Стенли Вилијамс, Енглеска

## Утакмице
| Утак. | Тим                              | Резултат | Тим    |
| ----- | -------------------------------- | -------- | ------ |
| 1.    | Јужнозападни окрузи              | 4:14     | Лавови |
| 2.    | Жупанија Западне провинције      | 3:11     | Лавови |
| 3.    | Колеџ екипа западне провинције   | 3:9      | Лавови |
| 4.    | Градска екипа западне провинције | 11:11    | Лавови |
| 5.    | Западна провинција               | 3:5      | Лавови |
| 6.    | Гриквленд вест                   | 8:0      | Лавови |
| 7.    | Трансвал                         | 27:8     | Лавови |
| 8.    | Преторија                        | 0:17     | Лавови |
| 9.    | Трансвал жупанија                | 4:45     | Лавови |
| 10.   | Трансвал                         | 13:6     | Лавови |
| 11.   | Натал                            | 16:18    | Лавови |
| 12.   | Натал                            | 13:19    | Лавови |
| 13.   | Оранџ ривер жупанија             | 9:12     | Лавови |
| 14.   | Гриквленд вест                   | 9:3      | Лавови |
| 15.   | Кејп колони                      | 19:0     | Лавови |
| 16.   | Родезија                         | 11:24    | Лавови |
| 17.   | Спрингбокси                      | 14:10    | Лавови |
| 18.   | Северноисточни окрузи            | 8:8      | Лавови |
| 19.   | Бордер                           | 10:30    | Лавови |
| 20.   | Бордер                           | 13:13    | Лавови |
| 21.   | Источна провинција               | 6:14     | Лавови |
| 22.   | Спрингбокси                      | 3:8      | Лавови |
| 23.   | Спрингбокси                      | 21:5     | Лавови |
| 24.   | Западна провинција               | 8:0      | Лавови |

### Генерални учинак
| Одиграно утакмица | Победа Лавова | Нерешено | Пораз Лавова |
| ----------------- | ------------- | -------- | ------------ |
| 24                | 13            | 3        | 8            |

| Победник турнеје 1910. |
| ---------------------- |
| Спринбокси (2-1)       |

## Статистика
Највећа посета
14 000 гледалаца, први тест меч
Највише поена против Јужне Африке
Џек Спурс 9 поена